# Muzej povijesti votke
Muzej povijesti votke nalazi se u zidinama „Izmajlovskog Kremlja“ u Moskvi. U početku se nalazio u Sankt-Peterburgu na Konnogvardejskom bulevaru.

## Postav
Najzanimljivija, tematski cjelovita zbirka muzeja, koja pokazuje 500-godišnju povijest ruske votke od trenutka pronalaska do naših dana, sadrži više od 600 vrsti tog pića, stare recepte XVIII stoljeća, plakate, fotografije i dokumente različitih vremenskih razdoblja domovinske povijesti (carski i predsjednički ukazi, djela poznatih pisaca na tu temu). U postavu muzeja nalaze se stare etikete i boce – od škalika (rus. bočica rakije od 0,06 l) i kosuške (rus. zast. boca rakije od 1/2 l) do štofa (rus. boca od 1,22 l) i četvrti (st.r. mjera od 3l), mjere za zapreminu, pomoću kojih su u krčmama i gostionicama isporučivali votku kupcima – od čuvenog vjedra (st. ruska mjera, oko 12 l) do sorokovke (rus. zast. boca zapremine 1/40 vjedra).
Postav je podijeljen na sektore-epohe – Drevnoruska epoha, Rusko carstvo, Veliki Domovinski rat, SSSR, suvremena Rusija.
U muzeju su predstavljeni drevni ruski aparat za sublimaciju sirovine koja sadrži špirit, povijesni dokumenti, portreti utemeljitelja industrije alkoholnih pića i osoba povezanih s poviješću votke, različita ambalaža, obilježja proizvodnje alkoholnih pića.
Najvrednije zbirke:
- zbirka boca za votku N.L. Šustova;
- štof Opskrbljivača Dvora Njegovog Carskog Veličanstva P.A. Smirnova (1900 godina).
Osnovna ekskurzija – „500-godišnja povijest ruske votke“.
Na ekskurziji se može saznati o povijesti i tehnologiji proizvodnje čuvenog pića, o osnovnim komponentama, čuti zabavnu priču o tome kako je votka mogla utjecati na tok važnih povijesnih događaja u Rusiji, dobiti informaciju o osobnoj sklonosti k alkoholnim pićima predstavnika Ruske Carske dinastije, a također o pojavi suvremenih tradicija ispijanja votke.

## Zanimljive činjenice
U Muzeju povijesti votke postoji gostionica s rekonstruiranim interijerom kraja XIX. stoljeća, gdje se održavaju degustacije najboljih vrsti suvremene votke.

## Vanjske poveznice
- Muzej povijesti votke  Arhivirana inačica izvorne stranice od 20. listopada 2010. (Wayback Machine).
- Muzej ruske votke.